# Helen Colvig
Pour les articles homonymes, voir Colvig.

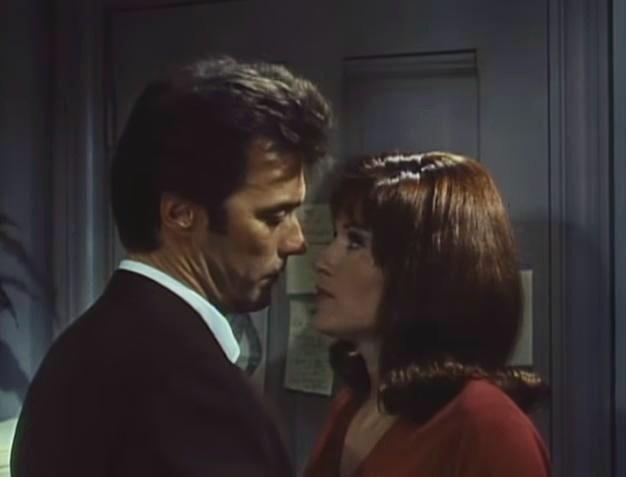
Un shérif à New York (1968), avec Clint Eastwood et Susan Clark

Helen Colvig est une costumière américaine, née le 8 avril 1922.

## Biographie
Au cinéma, Helen Colvig conçoit des costumes pour trente films américains ou en coproduction — dont plusieurs westerns —, depuis Psychose d'Alfred Hitchcock (1960, avec Anthony Perkins et Janet Leigh) jusqu'à Tuez Charley Varrick ! de Don Siegel (1973, avec Walter Matthau et Joe Don Baker).
Parmi ses autres films notables, citons L'Homme de la Sierra de Sidney J. Furie (1966, avec Marlon Brando et Anjanette Comer) et Charlie et la Chocolaterie de Mel Stuart (1971, avec Gene Wilder et Jack Albertson), ainsi que Un shérif à New York (1968) et Sierra torride (1970), ces deux derniers avec Clint Eastwood et réalisés par Don Siegel.
Pour la télévision américaine, notamment dans le domaine du western, Helen Colvig contribue à sept séries, depuis Suspicion (trois épisodes, 1965) jusqu'à Colorado (mini-série, intégrale en douze épisodes, 1978-1979), après quoi elle se retire. Entretemps, mentionnons Laredo (vingt-huit épisodes, 1965-1967) et Le Virginien (quarante-cinq épisodes, 1968-1970).
S'ajoutent sept téléfilms diffusés entre 1967 et 1972.

## Filmographie partielle

### Cinéma
- 1960 : Psychose (Psycho) d'Alfred Hitchcock
- 1964 : À bout portant (The Killers) de Don Siegel
- 1964 : La flotte se mouille (McHale's Navy) d'Edward Montagne
- 1964 : Celui qui n'existait pas (The Night Walker) de William Castle
- 1965 : Les Exploits d'Ali Baba (The Sword of Ali Baba) de Virgil W. Vogel
- 1966 : L'Homme de la Sierra (The Appaloosa) de Sidney J. Furie
- 1966 : Texas, nous voilà (Texas Across the River) de Michael Gordon
- 1966 : Les Fusils du Far West (The Plainsman) de David Lowell Rich
- 1967 : Violence à Jericho (Rough Night in Jericho) d'Arnold Laven
- 1968 : Un shérif à New York (Coogan's Bluff) de Don Siegel
- 1968 : Un colt nommé Gannon (A Man Caled Gannon) de James Goldstone
- 1969 : Une poignée de plombs (Death of a Gunfighter) de Don Siegel et Robert Totten
- 1970 : Une certaine façon d'aimer (I Love My Wife) de Mel Stuart
- 1970 : Sierra torride (Two Mules for Sister Sara) de Don Siegel
- 1971 : Minnie et Moskowitz ou Ainsi va l'amour (Minnie and Moskowitz) de John Cassavetes
- 1971 : Les Proies (The Beguiled) de Don Siegel
- 1971 : Le Mystère Andromède (The Andromeda Strain) de Robert Wise
- 1971 : Un frisson dans la nuit (Play Misty for Me) de Clint Eastwood
- 1971 : Charlie et la Chocolaterie (Willy Wonka & the Chocolate Factory) de Mel Stuart
- 1972 : La Légende de Jesse James (The Great Nothfield Minnesota Raid) de Philip Kaufman
- 1973 : Tuez Charley Varrick ! (Charley Varrick) de Don Siegel

### Télévision

#### Séries
- 1965 : Suspicion (The Alfred Hitchcock Hour), saison 3, épisode 14 Final Performance de John Brahm, épisode 15 Thanatos Palace Hotel de László Benedek et épisode 16 One of the Family de Joseph Pevney
- 1965-1967 : Laredo, saisons 1 et 2, 28 épisodes
- 1968-1970 : Le Virginien (The Virginian), saisons 7 et 8, 45 épisodes
- 1970-1971 : The Bold Ones: The Senator, saison unique, 8 épisodes (intégrale)
- 1978-1979 : Colorado (mini-série), saison unique, 12 épisodes

#### Téléfilms
- 1967 : How I Spent My Summer Vacation de William Hale
- 1967 : Winchester '73 d'Herschel Daugherty
- 1969 : Fear No Evil de Paul Wendkos
- 1969 : This Savage Land de Vincent McEveety
- 1970 : Ritual of Evil de Robert Day
- 1971 : Hitched de Boris Sagal
- 1972 : Chasseur d'homme (The Manhunter) de Don Taylor